# Bedotia albomarginata
Bedotia albomarginata é uma espécie de peixe da família Bedotiidae. A espécie foi proposta em 2001 como Bedotia sp. nov. 'Vevembe', sendo descrita formalmente apenas em 2005.
É endémica de Madagáscar, onde é encontrada nas bacias dos rios Mananara e Sahapindra. Está ameaçada por perda de habitat.